# Powerball
Powerball este un joc la loterie din SUA oferit de 45 de loterii ca și un joc comun. Este coordonat de către Multi-State Lottery Association (MUSL), o organizație non-profit creată în urma unui aranjament ale acestor loterii. De la schimbarea formatului ce a avut loc la 15 ianuarie 2012, potul minim al Powerball a devenit 40 milioane $ (plată anuală) cu potențialul de a se ajunge la un câștig de 9 cifre. Plata anuală este formată din 30 de tranșe graduale; câștigătorii pot opta și pentru o plată forfetară, dar aceasta va fi mai mică decât potul anunțat. Extragerile Powerball au loc miercurea și sâmbăta la ora 10:59 p.m. (Eastern time). Se extrag 5 bile din 59 (bile albe) + 1 din 35 (bile Powerball). Fiecare variantă costă 2$ sau 3$ cu opțiunea Power Play (înainte de 15 ianuarie 2012, o variantă costa $1, sau $2 cu opțiunea Power Play; opțiunea aceasta fiind adăugată în 2001). Biletele pot fi cumpărate până la 10 pm ET; în unele state vânzările se întrerup mai devreme. Extragerile au loc de obicei la studioul din Tallahassee al Loteriei din Florida.
La 29 noiembrie 2012, la o zi după ce s-a câștigat cel mai mare pot al Powerball, Comisia loteriei din California a decis să se alăture și ea la jocul Powerball. California s-a alăturat jocului la 8 aprilie 2013.
La 18 mai 2013 a fost câștigat cel mai mare pot din istoria jocului și cel mai mare premiu oferit vreodată unui singur câștigător, aproximativ 590.500.000$ (plată anuală). La 5 iunie, oficialii Loteriei din Florida au anunțat câștigătoarea în persoana doamnei Gloria C. MacKenzie, în vârstă de 84 de ani, care a cumpărat un bilet "quick pick" de la un supermarket Publix din Zephyrhills, Florida. MacKenzie a optat pentru suma forfetară, care se ridica la aproximativ 370.800.000$ înainte de aplicarea taxelor statale (Florida nu are taxă pe venit).

## Cum se joacă

#### Jocul standard
O variantă standard la Powerball costă 2$. În cadrul fiecărui joc, jucătorii selectează 5 numere dintr-un set de 59 de bile albe și un număr din 35 de bile roșii Powerball. Numărul ales din al doilea set poate fi la fel cu cele alese din primul set. Jucătorii pot selecta propriile numere și/sau să lase un terminal al loteriei să aleagă la întâmplare numerele pentru ei(variante "quick pick", "easy pick", etc. în funcție de stat). În cadrul fiecărei extrageri, numerele câștigătoare sunt selectate de către 2 suflante, una conținând bilele albe și una conținând bilele roșii Powerball. Cinci bile sunt extrase din prima suflantă și una din a doua suflantă; acestea sunt numerele câștigătoare. Cine a ghicit cel puțin 3 bile albe și/sau bila Powerball va câștiga un premiu.
Ordinea în care sunt extrase cele 5 bile albe este irelevantă; toate biletele au imprimate numerele în ordine crescătoare. Jucătorii nu se pot folosi de numărul Powerball extras în combinația celor 5 numere principale și nici vice-versa.

#### Plata și șansele de câștig
Plățile (pentru un joc de 2$) sunt:
| Numere ghicite   | Premiu     | Premiu cu PowerPlay                | Șanse de câștig     |
| ---------------- | ---------- | ---------------------------------- | ------------------- |
| Numai Powerball  | $4         | $12                                | 1 în 55.41          |
| 1 număr plus PB  | $4         | $12                                | 1 în 110.81         |
| 2 numere plus PB | $7         | $14                                | 1 în 706.43         |
| 3 numere; no PB  | $7         | $14                                | 1 în 360.14         |
| 3 numere plus PB | $100       | $200                               | 1 în 12,244.83      |
| 4 numere; no PB  | $100       | $200                               | 1 în 19,087.53      |
| 4 numere plus PB | $10,000    | $40,000                            | 1 în 648,975.96     |
| 5 numere; no PB  | $1,000,000 | $2,000,000                         | 1 în 5,153,632.65   |
| 5 numere plus PB | Marele Pot | Power Play nu se aplică marele pot | 1 în 175,223,510.00 |

- Notă, toate sumele premiilor pot varia în California. Powerplay nu este oferit în California.

Șansele de câștig a unui premiu sunt de 1 în 31.85. 
Unii vor observa faptul că șansele de nimerire numai a Powerball (1-35) sunt de 1:55.41 și nu 1:35. Acest lucru se întâmplă datorită faptului că se poate nimeri cel puțin o minge albă pe lângă Powerball.

## Legături externe
- Site web oficial
- Powerball Arhivat în 21 septembrie 2013, la Wayback Machine.
- Cum se joacă Powerball
- Câștigători ai Powerball
- Calculare șanse de câștig la Powerball